# Ложечниця польська
Ложечниця польська (лат. Cochlearia polonica) — вид квіткових рослин з родини капустяних (Brassicaceae).

## Таксономія
Ложечниця польська — польський ендемік, що утворюється стрибкоподібно в результаті диплоїдної поліплоїдизації (див.Плоїдність) вихідного таксона. Найближчим вважається вихід таксоном ложечниця піренейська (Cochlearia pyrenaica DC. (2n = 6)). В результаті гексаплоідизації у ложечниці польської помножилась кількість хромосом до 2n = 36.
У Червоній книзі України як Cochlearia polonica Frohl. подано таксони ложечниці, знайдені у весняних районах верхнього Бугу. Таксономічний статус цього таксона був перевірений після каріологічних дослідженнях, в результаті яких було встановлено, що це, однак, ложечниця піренейська. Спорідненою до ложечниці піренейської і подібно до ложечниці польської, гексаплоїдальним таксони є ложечниця баварська Cochlearia bavarica (2n = 36), однак морфологічно відрізняється від цього ендеміту і виникла по-іншому — в результаті гібридизації ложечниці лікарської C. officinalis і ложечниці піренейської.

## Поширення
Ложечниця польська росла колись виключно в районі Блендувської пустелі і міста Олькуш на районах джерельних районах і у верхів'ях потоку Біла (і її притоках: Крута, Мильна, Лісна), що становлять ліву притоку річки Біла Пшемша, а також у приближній Поніковській печері. Вся територія її первісної розповсюдження становила декілька квадратних кілометрів.
Через видобуток корисних копалин (що проводились шахтою Мачкі-Бур (пол. «Maczki-Bór») у копальнях «Поможани» (пол. «Pomorzany»)) ці території були осушені, внаслідок чого зникли природні об'єкти. Однак рослина вчасно була інтродукована в інші місця в регіоні. Найчисельніша популяція зростає на джерелах потоку річки Центурія (пол. Centuria) (права притока Білої Пшемші) поблизу села Гуткі-Канкі (пол. Hutki-Kanki). Менш численні на джерелах Верциці (пол. Wiercica) неподалік села Золотий Потік (пол. Złoty Potok) і річки Раєчниці (пол. Rajecznicy) біля села Олудзи (пол. Ołudzy). Загалом було здійснено декілька спроб інтродукції також за межами району Шльонсько-Краківської височини, проте більшість з них закінчилася невдачею, і рослини в нових місцях прожили лише декілька років.

## Морфологія
Стебло заввишки 15-50 см.

Листя — каштанові довгострокові нефрони, ниркоподібні, і сидячі листя сидячі, яйцеподібні, з сидячою основою.

Цвіт — білий, 4-пелюстковий, росте на дуже тонких квітконосах. Має довжину 5,5-9,5 мм, а його бічні нерви з'єднують один з одним, створюючи на кожній стороні головного нерва два або більше ділянок.

Плід — еліпсоїдний або яйцеподібно-еліпсоїдний стручок, найширший в 1/3-1/2 своєї довжини. На відміну від інших видів ложечниці не є сильно роздутим і зазвичай не перевищують 8 мм, а його ширина не перевищує 4,5 мм. Нервація погано видна. Насіння довжиною 1,5-2 мм, вербукоза, висота бородавок однакова або трохи менше їх ширини.

## Біологія та екологія
Розвиток

Дворічна рослина, гемікриптофіт (див.Життєві форми рослин). Цвіте з квітня по червень. Розмножується переважно генеративно (насінням).
Оселище

Росте на холодних піщаних джерелах.
Фітосоціологія

Види, характерні для Ass. Cochlearietum polonicae.
Генетика

Кількість хромосом 2n=36.

## Загроза та охорона
Рослина охоплена суворою охороною в Польщі. Вона також захищена Бернською конвенцією та Оселищною директивою. Внаслідок загрози природних об'єктів через зниження підземних вод та висихання джерел, у 1970 році десяток рослин з умираючого природного середовища були перенесені на альтернативні території з подібними умовами (захист лат. ex situ). Рослина прижилася на нових територіях і росте на них і донині. Загрозою для рослин на цих ділянках є скорочення водних ресурсів навколо цих ареалів. Через невеликі площі зайнятих ареалів, навіть невеликі збурення небезпечні, наприклад, проникнення на ділянку, розорювання землі дикими кабанами або квадроциклами.
Категорії небезпеки виду: Категорія загроз у Польщі згідно з Червоним списком рослин і грибів Польщі (2006) [8]: EW (вимерлих і втрачених у природних положеннях); 2016: EW (вимерлий у дикому стані) [9] .
Категорія загроз у Польщі згідно з польською Червоною книгою рослин [10]: EW (вимерлий у дикому вигляді, вимерлий в природі).